# تيري روبنز
تيري روبنز (بالإنجليزية: Terry Robbins)‏ (14 يناير 1965 في المملكة المتحدة - ) هو لاعب كرة قدم بريطاني في مركز الهجوم. لعب مع بوريهام وود إف سي ونادي إنفيلد ونادي بارنت ونادي غيلينغهام ونادي كرولي تاون وماديستون يونايتد ‏ وبيشوب ستورتفورد وويلينج يونايتد.